# Ernst August Roßteuscher

Kaserne des Garde-Schützen-Bataillons, 1884

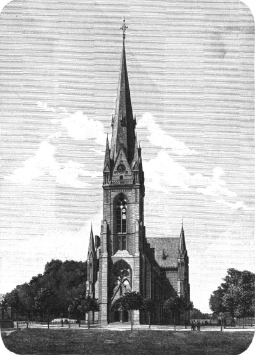
Evangelische Garnisonkirche in Spandau, Ansicht von Osten, 1890

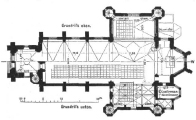
Evangelische Garnisonkirche in Spandau, Grundriss

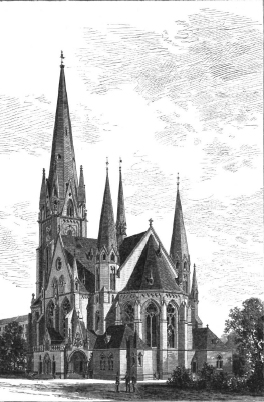
Evangelische Garnisonkirche in Berlin, Südostansicht, 1896

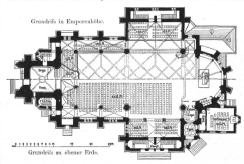
Evangelische Garnisonkirche in Berlin, Grundriss

Ernst August Roßteuscher (* 20. Mai 1849 in Kassel; † 13. April 1914 in Steglitz) war ein deutscher Architekt und preußischer Baubeamter der Militärbauverwaltung.

## Herkunft und beruflicher Werdegang
Ernst August Roßteuscher besuchte das Gymnasium und die Polytechnische Schule seiner Heimatstadt Kassel. Im Anschluss trat er eine größere Studienreise durch Mittel- und Süddeutschland an, die er nach einer Bereisung Westfrankreichs im Jahr 1869 in Paris abschloss. Bis zum Beginn des Deutsch-Französischen Krieges war er dort im Atelier von Charles-Auguste Questel beschäftigt und besuchte die École des beaux-arts. Mit Beginn des Krieges kehrte er als Architekt nach Kassel zurück, um in der Folge als Freiwilliger in den Krieg zu ziehen. Dabei nahm er in den Reihen der 4. Batterie des Hessischen Feldartillerie-Regiments Nr. 11 an dem Feldzug an der Loire teil und war an zehn Gefechten beteiligt.
Nach dem Ende der Kämpfe ging Roßteuscher nach Berlin an die dortige Bauakademie, wo er im Jahr 1872 die Erste Staatsprüfung ablegte, mit anschließender Ernennung zum Bauführer (Referendar). Als solcher war er bis 1874 bei der Deutschen Eisenbahnbaugesellschaft mit Vorarbeiten und Entwürfen für die Berliner Stadtbahn befasst und wurde 1874/1875 von Hermann Blankenstein mit der Bauleitung für die Sophien-Schule in der Weinmeisterstraße in Berlin betraut. Mit dem Abschluss dieser Arbeiten kehrte er bis 1877 nach Kassel zurück. Dort betätigte er sich als Privatarchitekt, bevor er im Oktober 1878 mit Bestehen der Zweiten Staatsprüfung im Hochbaufach seine Ernennung zum Regierungsbaumeister (Assessor) erhielt und der Intendantur des III. Armee-Korps zur Beschäftigung überwiesen wurde.
Im Folgejahr 1879 wurde Roßteuscher nach einer kurzen Beschäftigung in der Ministerial-Bauabteilung des preußischen Kriegsministeriums an die Intendantur des Gardekorps versetzt, wo er mit der Ausarbeitung der Entwürfe zu der General-Militärkasse (Königgrätzer Straße 122) und für die Kasernenanlage des Garde-Schützen-Bataillons (Gardeschützenkaserne) – die Ausführung der letzten leitete er zudem – beauftragt wurde. Auch Entwurf und Ausführung der Offizierspeiseanstalt der preußischen Hauptkadettenanstalt in Groß-Lichterfelde verantwortete Roßteuscher in dieser Zeit. Von der Intendantur des Gardekorps kehrte er nochmals kurz in das Kriegsministerium zurück, bevor ihm zum 1. September 1886 das Militärbauamt Spandau II als Vorstand unter Ernennung zum Garnison-Bauinspektor übertragen wurde. Neben seinen sonstigen Aufgaben entwarf er während seiner Spandauer Dienstzeit die in märkisch-gotischer Backsteinbauweise ausgeführte Evangelische Garnisonkirche in Spandau, deren Grundstein am 18. Oktober 1887, dem Geburtstag des Kronprinzen und späteren Kaisers Friedrich III., gelegt wurde und die am 16. März 1890 im Beisein von Kaiser Wilhelm II. eingeweiht wurde. Weiter gab er mit Carl Schäfer das Mappenwerk Ornamentale Glasmalereien des Mittelalters und der Renaissance heraus (1885) und wirkte als Hilfslehrer an dessen Seite an der Technischen Hochschule Charlottenburg. Mit Schäfer, der wie er aus Kassel stammte, verband ihn eine langjährige Freundschaft.
Bereits in jungen Jahren befasste sich Roßteuscher, angeregt durch Georg Gottlob Ungewitter und Eugène Viollet-le-Duc, mit dem Studium der mittelalterlichen Kunst. Die hieraus gesammelten Erkenntnisse ließ er in seine Entwürfe einfließen, wodurch er wiederholt in Konflikt mit der noch ganz dem Hellenismus verhafteten „Berliner Schule“ geriet. Doch trotz häufiger Widerstände wurde Roßteuscher mehrfach mit bedeutenden Bauaufgaben betraut. Zeichen der bereits frühen Wertschätzung seiner Entwürfe und Ausführungen war die Anfrage der Technischen Hochschule Charlottenburg, ob er die Vertretung seines erkrankten Freundes Carl Schäfer antreten könne (1891). Diese musste er aber auf Grund der Beauftragung zu Entwurf und Ausführung der zweiten evangelischen Garnisonkirche in Berlin ausschlagen. Die nach der Kaiser-Wilhelm-Gedächtniskirche größte Kirche Berlins entwarf er in frühgotischen Formen; sie verfügte über 1600 Sitz- und 500 Stehplätze einschließlich einer Kaiserloge. Für die Realisierung dieser Aufgabe war er zum 1. Februar 1891 in den Bezirk der Intendantur des Gardekorps nach Berlin versetzt worden. Auf Vorschlag Schäfers bot ihm dann 1894 die Technische Hochschule Karlsruhe einen Lehrstuhl für mittelalterliche Baukunst an, doch auch diesen musste er ablehnen; im Jahr darauf trat Schäfer diesen dann selbst an.
Noch während Roßteuscher mit der Ausführung der Garnisonkirche befasst war, erfolgte im April 1895 seine Ernennung zum Intendantur- und Baurat und nach deren Fertigstellung zum 1. Juli 1897 seine Versetzung zur Intendantur des III. Armee-Korps in Berlin. Die starke Präsenz des Militärs und insbesondere der Artillerie brachte ihm zahlreiche größere Bauaufgaben, doch war er auf Grund seiner Stellung als Leiter der obersten Baubehörde innerhalb des III. Armee-Korps nicht mehr mit eigenen Bauausführungen betraut. Er übte vielmehr die oberste Leitung über die Entwürfe und Ausführungen aus, denen er aber dennoch „seinen Stempel aufzudrücken“ vermochte. Bis zu seiner letzten Umsetzung auf die Stelle des Intendantur- und Baurats bei der Intendantur des VI. Armee-Korps in Breslau im Mai 1906 entstanden so unter Roßteuschers Leitung Bauten der Heeresbauverwaltung in Berlin, Spandau, Brandenburg an der Havel, Perleberg, Küstrin, Neuruppin, Beeskow und Jüterbog. 1903 versah er sodann für acht Monate vertretungsweise die Stellung eines Referenten in der Bauabteilung des Kriegsministeriums.
Nach seinem Eintritt in den Ruhestand, in den er auf eigenen Antrag per allerhöchstem Abschied vom 17. August 1907 versetzt wurde, übernahm Roßteuscher vielfältige Aufgaben sowohl als technischer Berater wie auch freischaffender Architekt. Seine bedeutendste Aufgabe aus dieser Zeit ist der Umbau und die Wiederherstellung der Hauptkirche in Sorau. Doch wurde auch sein nicht von Erfolg gekröntes Engagement für die Errichtung eines neuen königlichen Opernhauses in Berlin, am Schloßplatz zwischen Brüder- und Breite Straße, das er mit einem Entwurf und dem ihm eigenen Idealismus vertrat, in Nachrufen besonders hervorgehoben. Seine Planung verband mit dem Bau der Oper eine Umgestaltung des südwestlichen Teils des Platzes. Während seiner letzten Lebenswochen befasste Roßteuscher sich mit den Planungen für den Durchbruch der Straße „Hinter dem Gießhause“ zwischen dem Zeughaus und der Neuen Wache über das Grundstück des Finanzministeriums als Hauptzugangsstraße zu den neuen Museumsbauten von Ludwig Hoffmann. Roßteuscher, der sich am Rande des Stadtparks in Steglitz niedergelassen hatte, wo er auch dem Gemeinderat angehörte, war zudem als gerichtlicher Sachverständiger tätig.
Ernst August Roßteuscher war seit 1884 verheiratet und hatte zwei Söhne.

## Werk

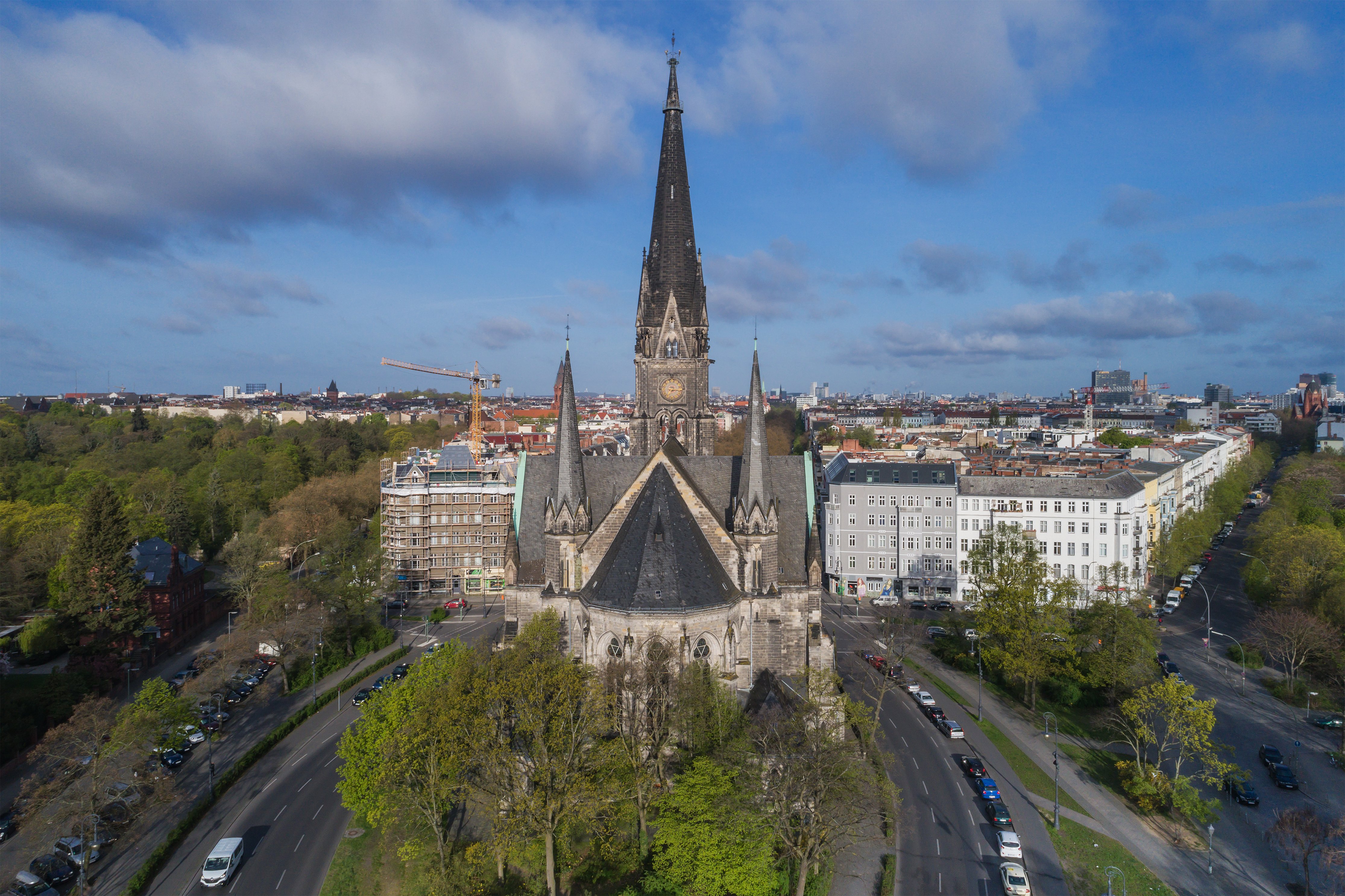
Evangelische Garnisonkirche in Berlin, 2017

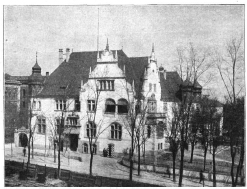
Dienstwohngebäude in Charlottenburg, 1902, Ansicht von der Hardenbergstraße

### Bauten
- 1880–1883 General-Militärkasse in Berlin (Entwurfsbearbeitung unter dem Garnison-Bauinspektor Friedrich Bruhn; Ausführung durch Garnison-Bauinspektor Hermann Verworn)[11]
- 1881–1884 Kasernen-Anlage für das Garde-Schützen-Bataillon in Groß Lichterfelde (Entwurfsausarbeitung und Bauausführung nach einer Entwurfsskizze des Intendantur- und Baurats Ferdinand Schönhals und unter Leitung von H. Verworn).[12][13]
- 1887–1890 Evangelische Garnisonkirche am Hafenplatz in Spandau (Entwurf, Planfeststellung und Ausführung unter Mitwirkung der vorgesetzten Baubeamten Gustav Voigtel und Emil Boethke;[14] für die besondere Bauleitung standen ihm die Regierungsbaumeister Wilhelm Voelcker, Jansen und Franz Afinger zur Seite)[15] Nach leichten Kriegsschäden wurde die Kirche im Oktober 1949 gesprengt.[16]
- 1893–1897 Zweite Evangelische Garnisonkirche in Berlin am Kaiser-Friedrich-Platz [seit 1947: Südstern] (Entwurf und Ausführung)[17][18]
- 1898 Mannschaftsgebäude der II. Abteilung an der Artillerie-Schießschule in Jüterbog (Entwurfsausarbeitung durch Garnison-Bauinspektor Klatten unter seiner Leitung; Ausführung 1899–1901 durch Garnison-Bauinspektor Ernst Haussknecht)[19]
- um 1901–1902 Dienstwohngebäude für den kommandierenden General des III. Armee-Korps in Charlottenburg, Hardenbergstraße (Aufsicht über die Ausführung; Entwurf durch Ferdinand Schönhals unter Mitarbeit des Regierungsbaumeisters Hausmann)[20]
- 1904–1905 Kaserne für die 1. Abteilung des Feldartillerieregiments Nr. 39 in Perleberg (abschließende Entwurfsausarbeitung in Zusammenarbeit mit dem Architekten Ludwig Dihm, nach der Versetzung des Intendantur- und Baurats Hans Nissen Andersen)[21][22]
- 1906–1907 Vorentwurf für eine Garnisonkirche in Breslau
- 1911–1913 Umbau und Wiederherstellung der St. Mariakirche Unserer lieben Frau in Sorau[23]

### Schriften
- mit Carl Schäfer: Ornamentale Glasmalereien des Mittelalters und der Renaissance. (Tafelwerk). Berlin 1885.[24]
- Kirchen. In: Berlin und seine Bauten. Bearb. und Hrsg. vom Architekten-Verein zu Berlin und der Vereinigung Berliner Architekten. Faksimile-Druck der 2. Ausgabe von 1896. Ernst, Berlin 1988, ISBN 3-433-02279-8, S. 141–210.

## Ehrungen
- 22. Dezember 1904 Charakter als Geheimer Baurat mit Allerhöchstem Patent[25]
- 1908 preußischer Kronen-Orden III. Klasse[26]